# Maxi López
Maxi López, właśc. Maximiliano Gastón López (ur. 3 kwietnia 1984 w Buenos Aires) – argentyński piłkarz, posiadający również włoski paszport, występujący na pozycji napastnika.

## Życiorys
Karierę rozpoczynał w River Plate w 1997. W drużynie zadebiutował w 2001. W 2005 roku w zimowym oknie transferowym przeszedł do FC Barcelony, w której zadebiutował 6 lutego 2005.
Pamiętną bramkę zdobył w meczu na Camp Nou w ramach rozgrywek Ligi Mistrzów sezonu 2004/2005 przeciwko Chelsea F.C., wyrównując wynik na 1:1. Maxi w tym meczu wszedł w drugiej połowie i silnym strzałem pokonał bramkarza angielskiego zespołu.
20 stycznia 2010 podpisał 4-letni kontrakt z włoskim zespołem Catanii. Swojego pierwszego gola w Serie A strzelił 7 lutego 2010 w wygranym 1:0 wyjazdowym meczu z S.S. Lazio. Ogółem w swoim pierwszym sezonie w barwach Catanii Maxi López zgromadził 11 bramek w 17 meczach.
27 stycznia 2012 został wypożyczony do innego zespołu Serie A – AC Milanu, z opcją transferu definitywnego po zakończeniu sezonu. 11 lutego 2012 strzelił swoją pierwszą bramkę w barwach rossonerich, trafiając do siatki w 77. minucie wygranego 2:1 przez Milan meczu wyjazdowego z Udinese Calcio. Maxi López w tym spotkaniu pojawił się na boisku w 66. minucie, przy stanie 0:1 dla rywala, i zaliczył również asystę przy późniejszej bramce Stephana El Shaarawy'ego.
W lipcu 2012 roku po raz kolejny został wypożyczony do włoskiego klubu, tym razem grającej w Serie B Sampdorii. W klubie z Genui spędził sezon 2012/13. W rundzie jesiennej sezonu 2013/14 ponownie bronił barw Catanii, a na rundę wiosenną ponownie został wypożyczony do Sampdorii.
1 lipca 2014 roku został nowym piłkarzem Chievo Werona. Podpisał roczny kontrakt z opcją przedłużenia umowy o kolejny rok. Oficjalny debiut zaliczył 30 sierpnia 2014 roku pierwszej kolejce Serie A sezonu 2014/15. Rozegrał 90 minut w rozegranym na Stadio Marcantonio Bentegodi meczu z Juventusem Turyn. Gospodarze przegrali 0:1.

## Osiągnięcia

### River Plate
- Clausura: 2002, 2003, 2004

### FC Barcelona
- Primera División: 2004/2005, 2005/2006
- Superpuchar Hiszpanii: 2005
- Liga Mistrzów: 2005/2006

## Życie prywatne
Do 2014 roku był mężem włoskiej modelki Wandy Nary, z którą ma trójkę dzieci. W kwietniu 2014 roku para rozwiodła się. Przyczyną rozwodu była zdrada modelki z argentyńskim piłkarzem Mauro Icardim, prywatnie kolegą Maxi Lópeza z czasów, gdy wspólnie grali w Sampdorii.